# Nevado de Toluca
Nevado de Toluca je velký stratovulkán v centrálním Mexiku, který se nachází asi 80 kilometrů západně od Ciudad de México, v blízkosti města Toluca. Je uváděn jako čtvrtá nejvyšší mexická hora, po vrcholech Pico de Orizaba (5636 m n. m.), Popocatépetl (5452 m) a Iztaccíhuatl (5286 m), ačkoli některá měření uvádějí, že o něco vyšší je Sierra Negra (4640 m).

## Etymologie
Je často nazýván v jazyku Nahuatl Xinantecatl, což se obvykle překládá jako Nahý pán, španělsky Señor Desnudo, ačkoli jiný etymologický návrh je Pán kukuřičných stonků. V poslední době byly předloženy jiné důkazy, pokud jde o etymologii tohoto pohoří, které se objevily po mnoha archeologických objevech v okolí. Dle nich správná etymologie názvu Chicnauhtecatl znamená „devět jezer“, neboť na vrcholu jsou hluboká jezera.

## Popis
Sopka má přibližně 1,5 km širokou kalderu, otevřenou směrem na východ. Nejvyšší vrchol Pico del Fraile (4680 m) leží na jihozápadní straně kráteru a druhý vrchol Pico del Aguila (4640 m) je na severozápadě. V kráteru jsou dvě jezera. Větší Lago del Sol (Sluneční jezero) a menší, ale hlubší, Lago de la Luna (Měsíční jezero). Dříve až k jezerům vedla silnice, což ze sopky činilo nejpřístupnější hlavní mexický vrchol. V současnosti silnice končí 2 km před jezery.
Poslední velká sopečná erupce z Nevado de Toluca nastala asi před 10500 roky, kdy sopka vychrlila materiál celkem odhadovaný na 14 km3. Síla výbuchu je srovnatelná s výbuchem sopky Pinatubo v roce 1991. Při erupci byly vyvrženy bloky pemzy o velikosti až 1,5 m do města Toluca a jemný písek s valounky o velikosti do 50 cm až do Mexico City. V laharech svrchních toluckých vrstev se nacházejí kosti mamutů a jiných savců z mexické pánve. Další erupce tohoto rozsahu by mohla ohrozit životy 30 milionů lidí, kteří nyní žijí v těchto městech a v jejich okolí. Dnes je vulkán a jeho okolí součástí národního parku Área de protección de flora y fauna Nevado de Toluca.

## Klima
V blízkosti vrcholu panuje studené polární podnebí (Köppenova klasifikace podnebí ET) s nízkými teplotami po celý rok. Teploty jsou vyrovnané a mráz a sníh se mohou objevit kdykoli. Období sucha trvá od listopadu do března, nejnižší srážky, v průměru 12,4 mm jsou v březnu. Teploty během této doby jsou nízké, v lednu v průměru 2,3 °C. Období dešťů je od května do října a srážky jsou velmi vysoké, v červenci v průměru 243,5 mm. Časté jsou mlhy, v průměru ročně je 110 dnů s mlhou, většina z nich v období dešťů. Nejvíce srážek spadlo v červenci 2008, celkem 513,5 mm srážek a nejdeštivějším dnem byl 16. červenec 1999 s 90,5 mm srážek. Nejvyšší teplota 23 °C byla zaznamenána 16. srpna 1993, nejnižší teplota -10 °C 2. února 2004.

## Archeologie
V parku je 18 registrovaných archeologických lokalit, svědčících o rituálním centru během pre-hispánského období. Bernardino de Sahagún psal o jezerech jako místu konání domorodých obřadů a obětí. Jezera sama jsou považována za dvě místa s četnými nálezy kopálu. Tyto naleziště se nacházejí po celé ploše jezer, neboť hořící pryskyřice byla unášena vodou v jezerech, dokud se nepotopila. Mezi další nálezy patří keramika a kamenné skulptury. Mnoho kusů si odnesli potápěči, ale nyní úřady pečlivě sledují osoby, které se v jezerech potápějí.
Většina z dalších nalezišť se nachází na stěnách a vrcholu kráteru. Jedním z míst je Xicotepec, které se nachází v horní části Cerro de Ombligo. Hlavně zde byly nalezeny zelené obsidiánové nože a vícebarevná keramika. Na severní straně kráteru je naleziště úlomků keramiky Pico Sahagun, další nálezy pocházejí z Picos Heilprin a El Mirador, kde nalezené stély mohou být označením slunečního zenitu. Lokalita v nejvyšší nadmořské výšce je Pico Noreste, ležící v 4130 m nad mořem. Jedná se o malou plošina s odvodňovacími kanály, ve kterých bylo nalezeno velké množství poškozených keramických úlomků. Na západní straně je jeskyně Cerro Prieto, skalní přístřešek více než 60 metrů vysoký. Obsahuje důkazy o pre-hispánských návštěvnících, ale také byla svatyní archanděla Michaela v koloniálním období. Probíhají tam občasné archeologické vykopávky, poslední v roce 2010, které sponzoruje INAH (Instituto Nacional de Antropología e Historia, mexický státní institut), při kterých byly nalezeny artefakty pocházející z epi-Classického (650-900 n. l.) a post-Classického (900-1200 n. l.) období (mesoamerická chronologie). Tyto nálezy ukazují, že kráter byl místem setkání kněží, kteří předpovídali vegetační období.

## Galerie

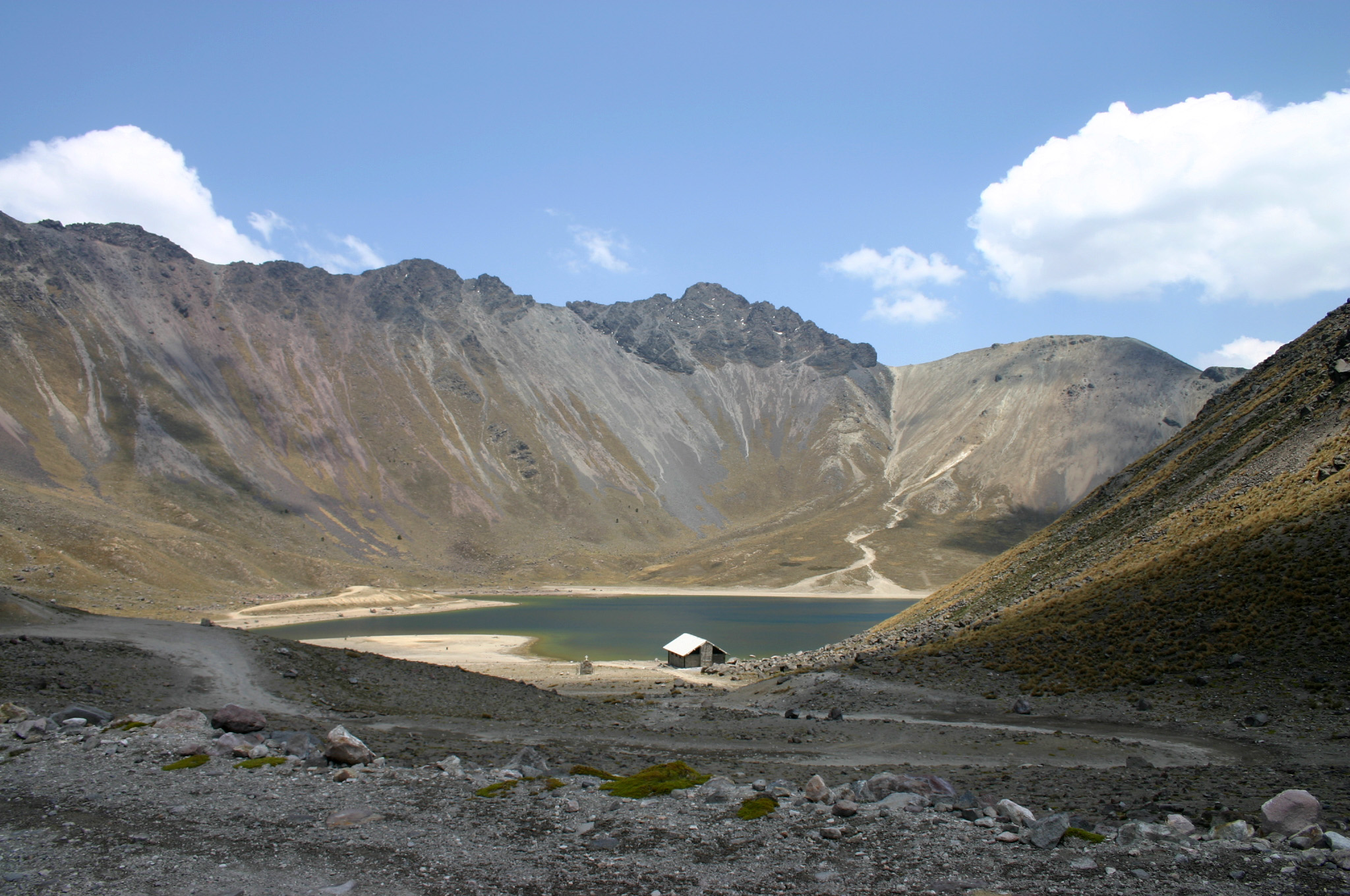
Lago del Sol z jihovýchodní strany
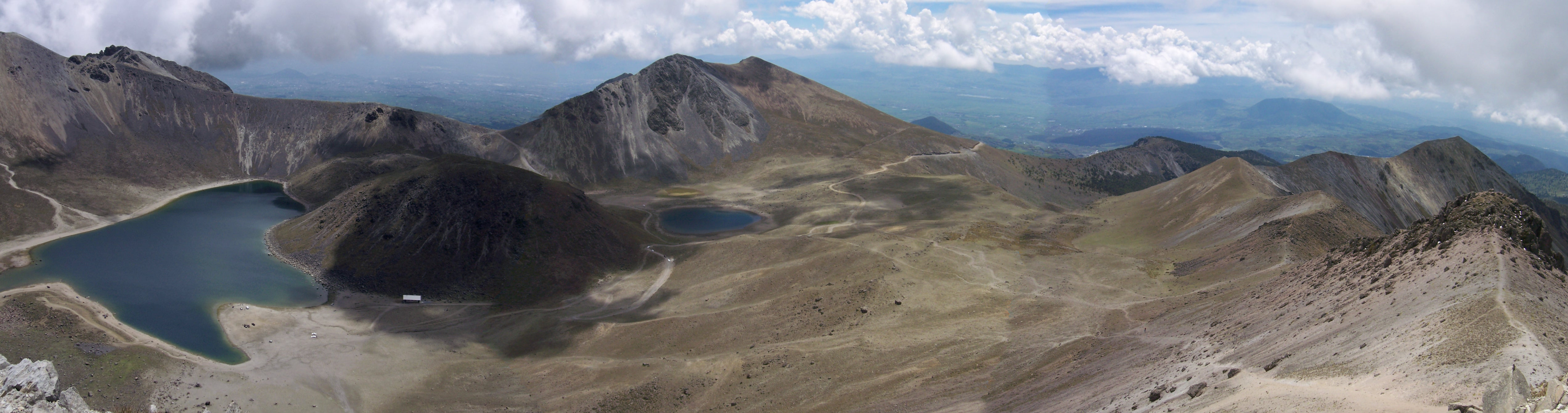
Kráter Nevado de Toluca z vrcholu kaldery
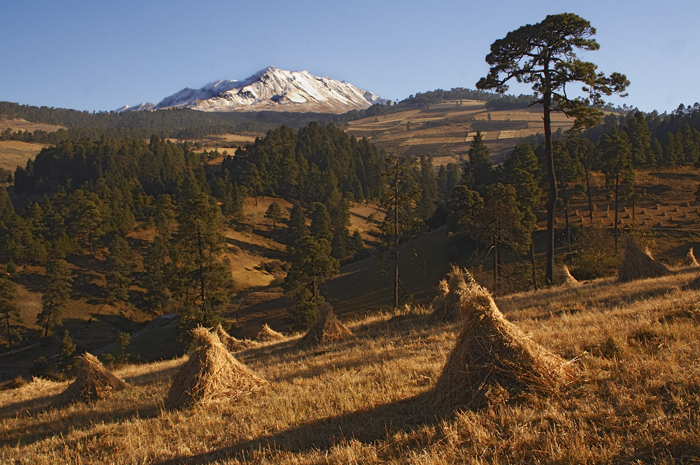
Nevado de Toluca
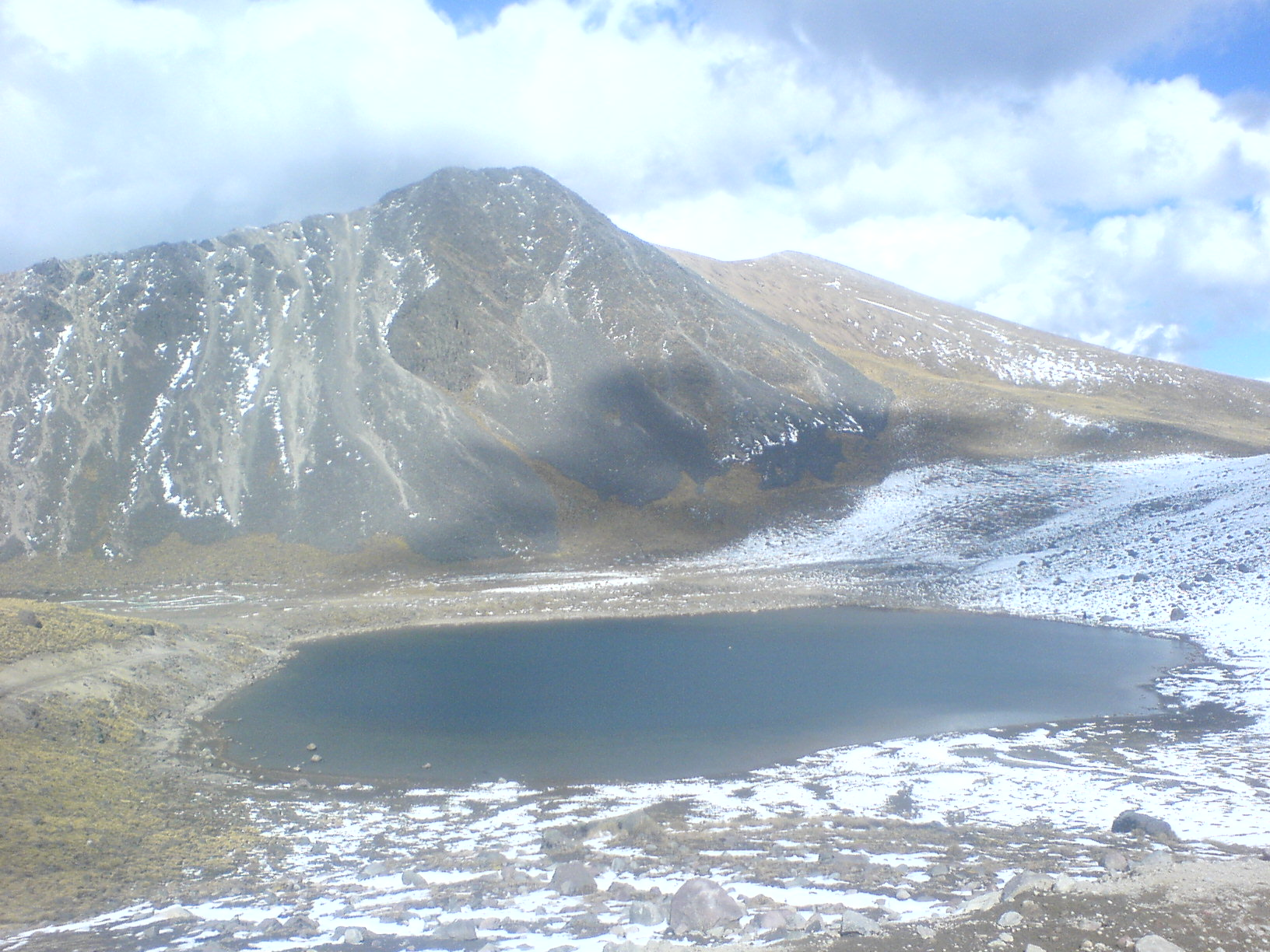
Lago de la Luna (Měsíční jezero) v kráteru Nevado of Toluca
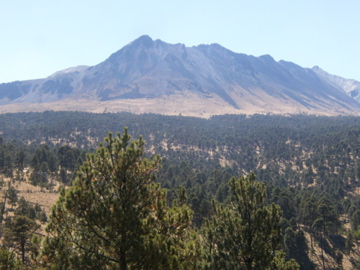
Pohled na Nevado de Toluca
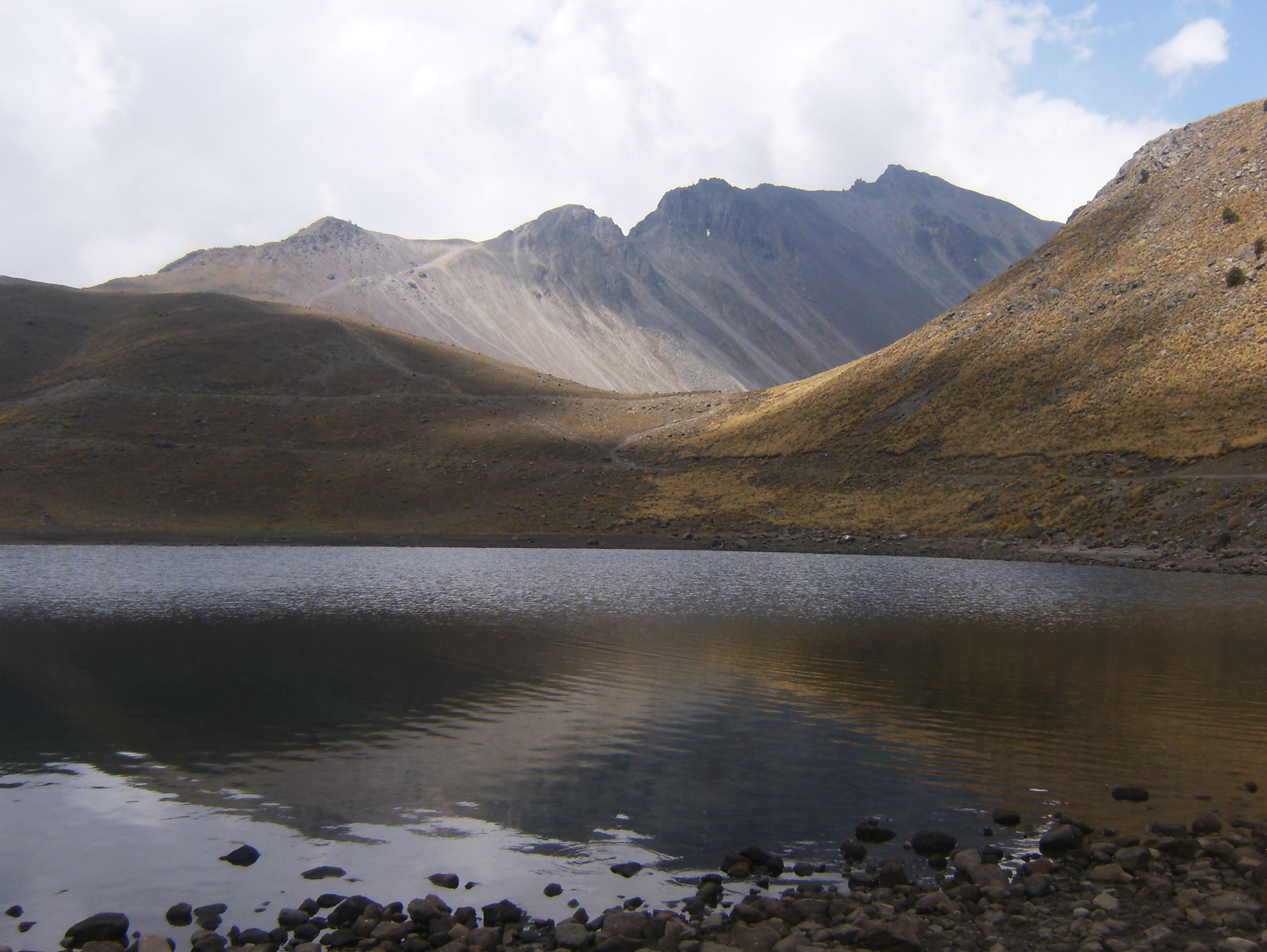
V popředí Lago de la Luna, menší ale hlubší z kráterovýchjezer
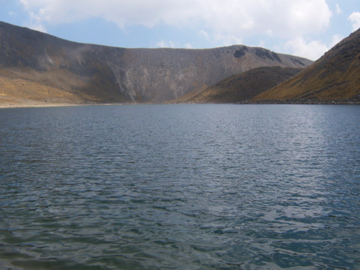
Lago del Sol (Sluneční jezero), větší z kráterových jezer
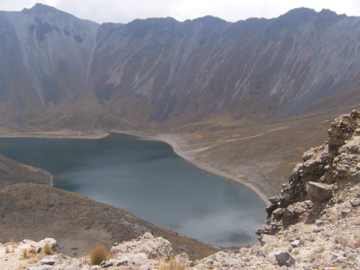
Pohled na Lago del Sol z vrcholu kaldery